# Dohis
Dohis est une commune française située dans le département de l'Aisne en région Hauts-de-France.

## Géographie
- 1Carte dynamique
- 2Carte OpenStreetMap
- 3Carte topographique
- 4Carte avec les communes environnantes

### Localisation

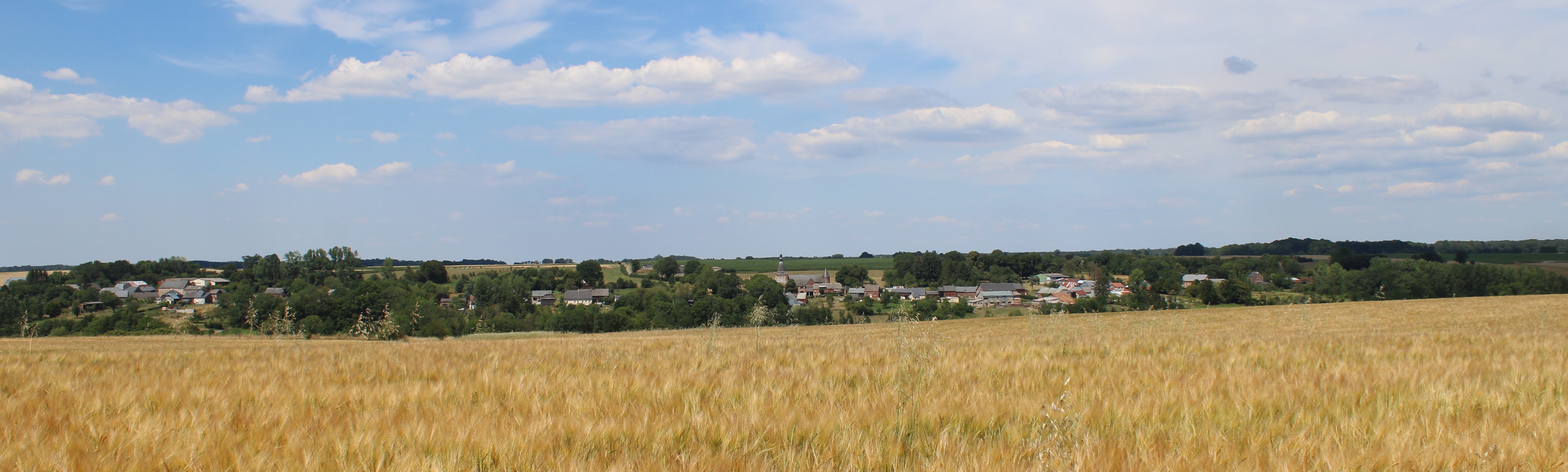
Panorama du village.

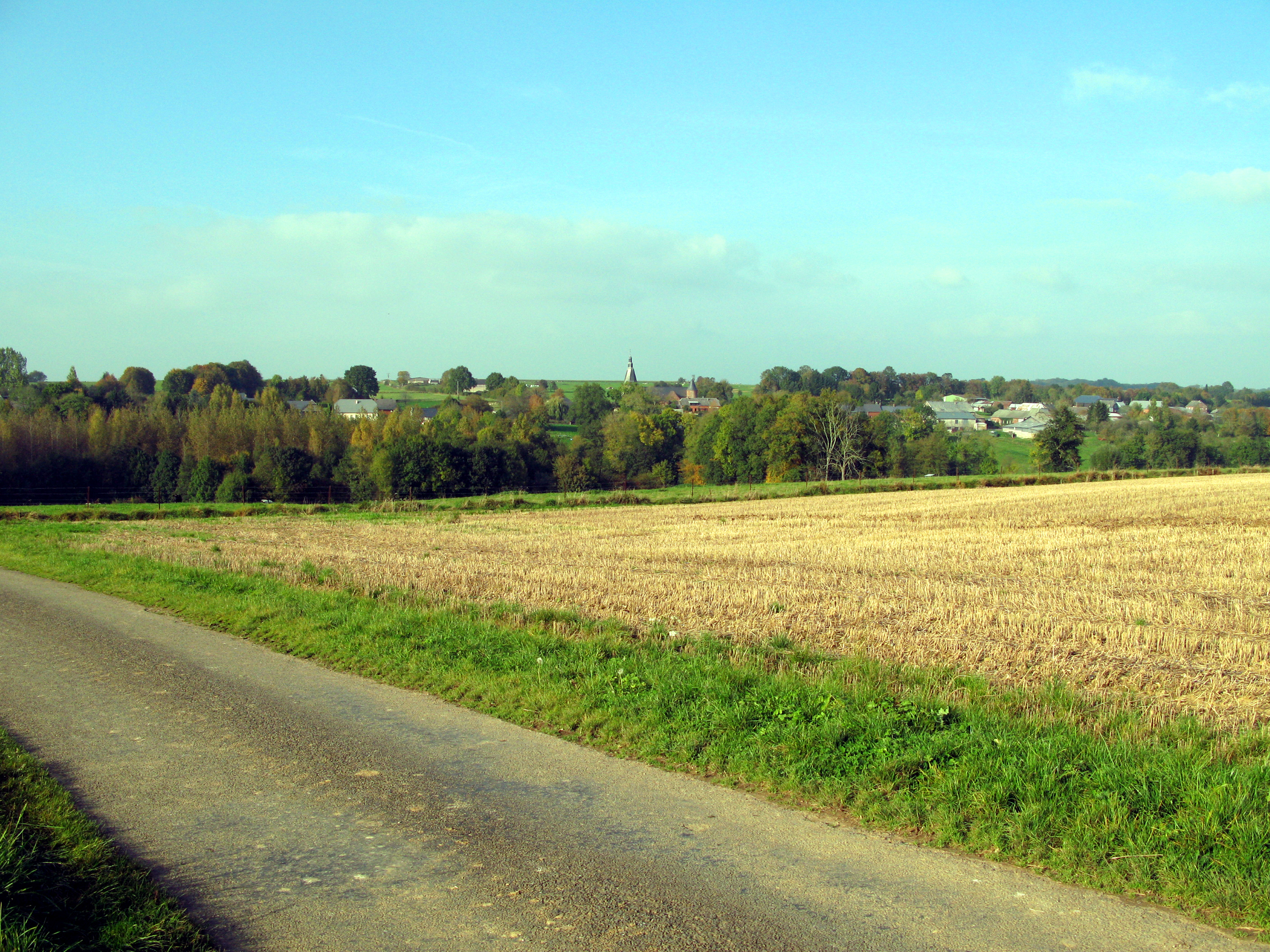
Le clocher de l'église fortifiée surgit de la verdoyante vallée de la Brune.
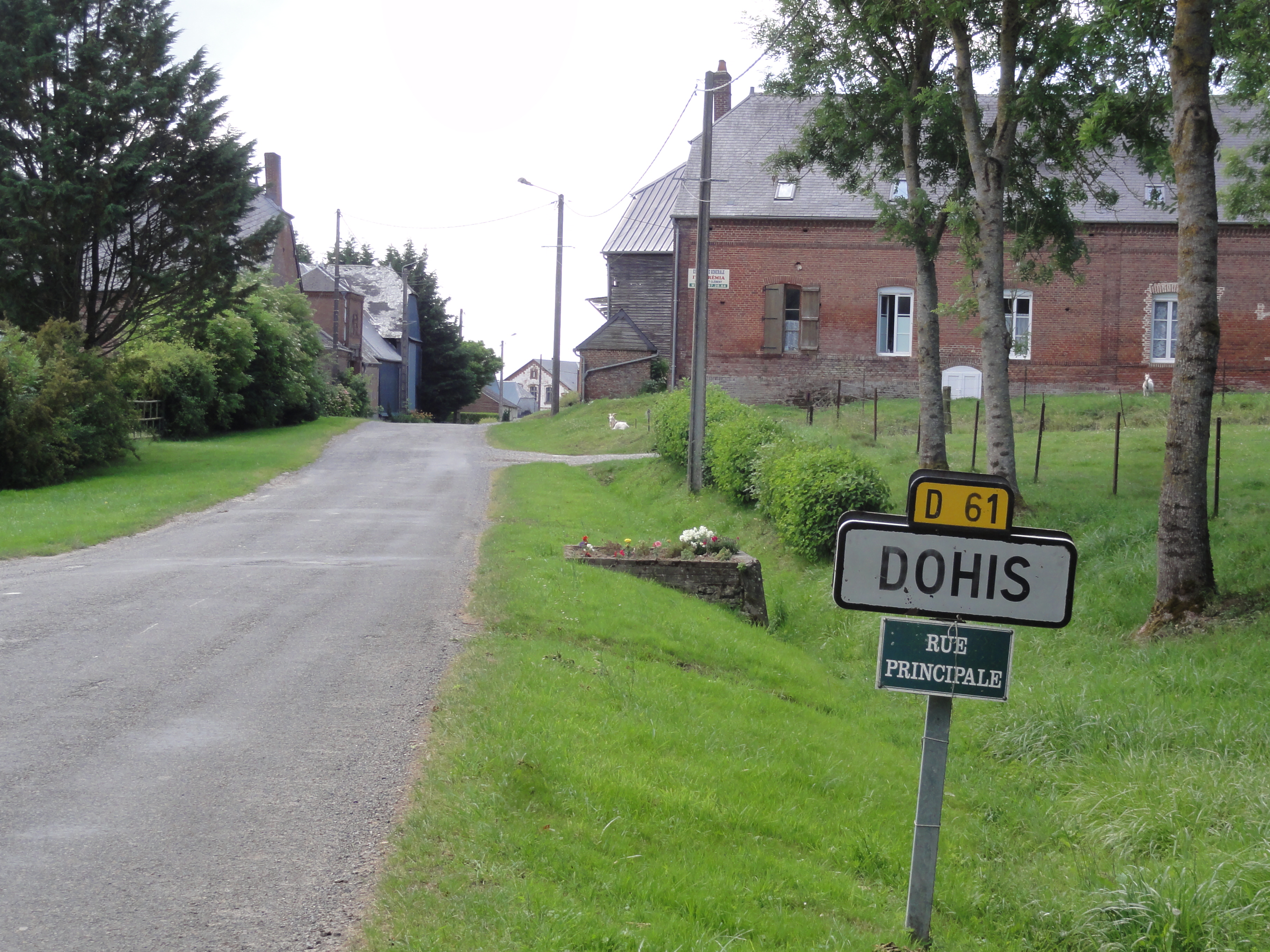
Entrée de Dohis.

### Hydrographie
La commune est située dans le bassin Seine-Normandie. Elle est drainée par la rivière Brune et le Janvierus,,.
La Brune, d'une longueur de 37 km, prend sa source dans la commune de Brunehamel et se jette  dans le Vilpion à Thiernu, après avoir traversé 20 communes.

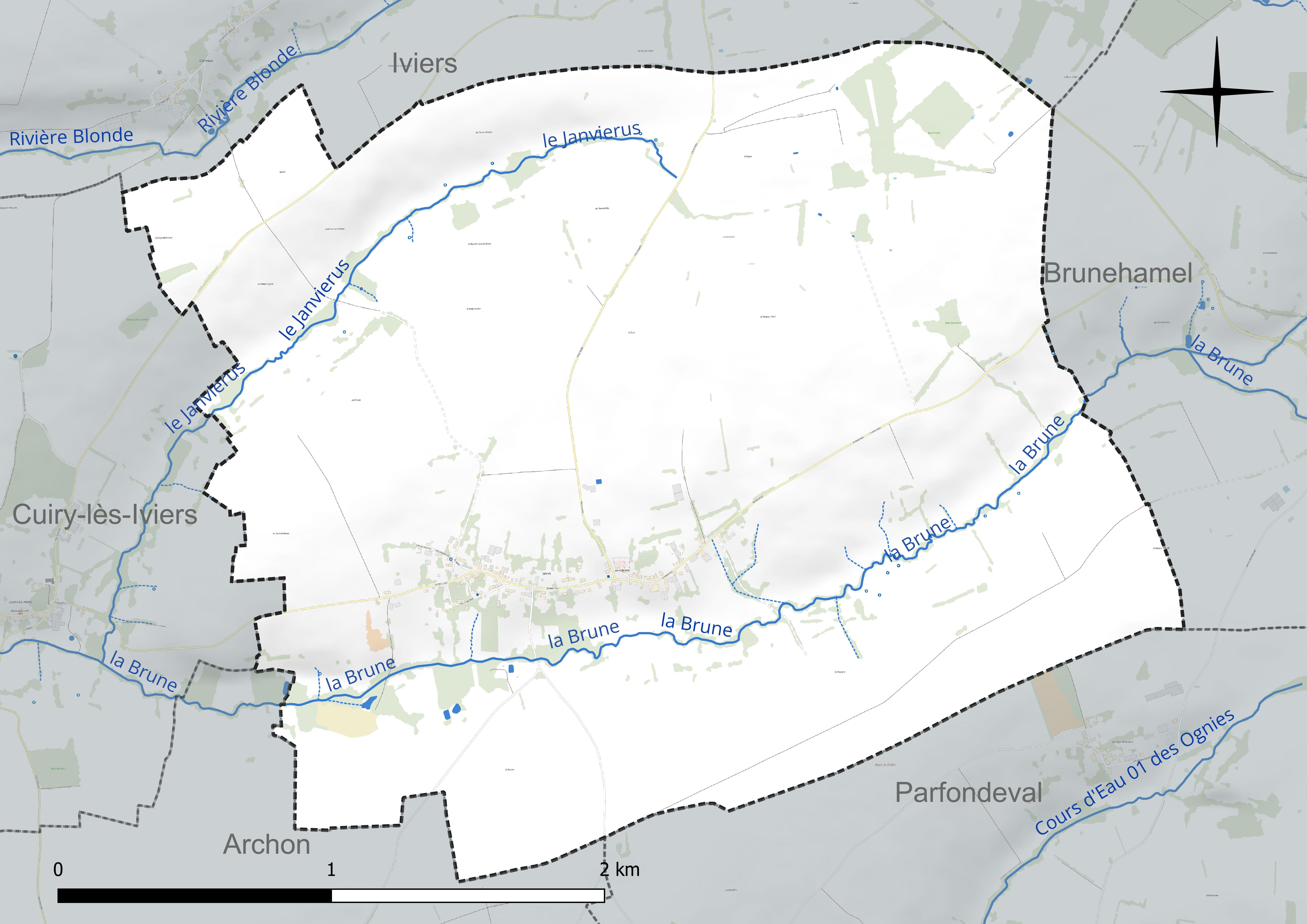
Réseau hydrographique de Dohis.

### Climat
Pour des articles plus généraux, voir Climat des Hauts-de-France et Climat de l'Aisne.
En 2010, le climat de la commune est de type climat des marges montargnardes, selon une étude du CNRS s'appuyant sur une série de données couvrant la période 1971-2000. En 2020, Météo-France publie une typologie des climats de la France métropolitaine dans laquelle la commune est exposée à un climat océanique altéré et est dans la région climatique Nord-est du bassin Parisien, caractérisée par un ensoleillement médiocre, une pluviométrie moyenne régulièrement répartie au cours de l'année et un hiver froid (3 °C).
Pour la période 1971-2000, la température annuelle moyenne est de 9,6 °C, avec une amplitude thermique annuelle de 15,5 °C. Le cumul annuel moyen de précipitations est de 941 mm, avec 13,7 jours de précipitations en janvier et 10,1 jours en juillet. Pour la période 1991-2020, la température moyenne annuelle observée sur la station météorologique la plus proche, située sur la commune de Fontaine-lès-Vervins à 20 km à vol d'oiseau, est de 10,5 °C et le cumul annuel moyen de précipitations est de 826,3 mm,. Pour l'avenir, les paramètres climatiques de la commune estimés pour 2050 selon différents scénarios d'émission de gaz à effet de serre sont consultables sur un site dédié publié par Météo-France en novembre 2022.

## Urbanisme

### Typologie
Au 1er janvier 2024, Dohis est catégorisée commune rurale à habitat dispersé, selon la nouvelle grille communale de densité à 7 niveaux définie par l'Insee en 2022.
Elle est située hors unité urbaine et hors attraction des villes,.

### Occupation des sols
L'occupation des sols de la commune, telle qu'elle ressort de la base de données européenne d'occupation biophysique des sols Corine Land Cover (CLC), est marquée par l'importance des territoires agricoles (94,8 % en 2018), une proportion identique à celle de 1990 (94,8 %). La répartition détaillée en 2018 est la suivante : 
prairies (49,7 %), terres arables (45 %), zones urbanisées (5,2 %).
L'évolution de l'occupation des sols de la commune et de ses infrastructures peut être observée sur les différentes représentations cartographiques du territoire : la carte de Cassini (XVIIIe siècle), la carte d'état-major (1820-1866) et les cartes ou photos aériennes de l'IGN pour la période actuelle (1950 à aujourd'hui).

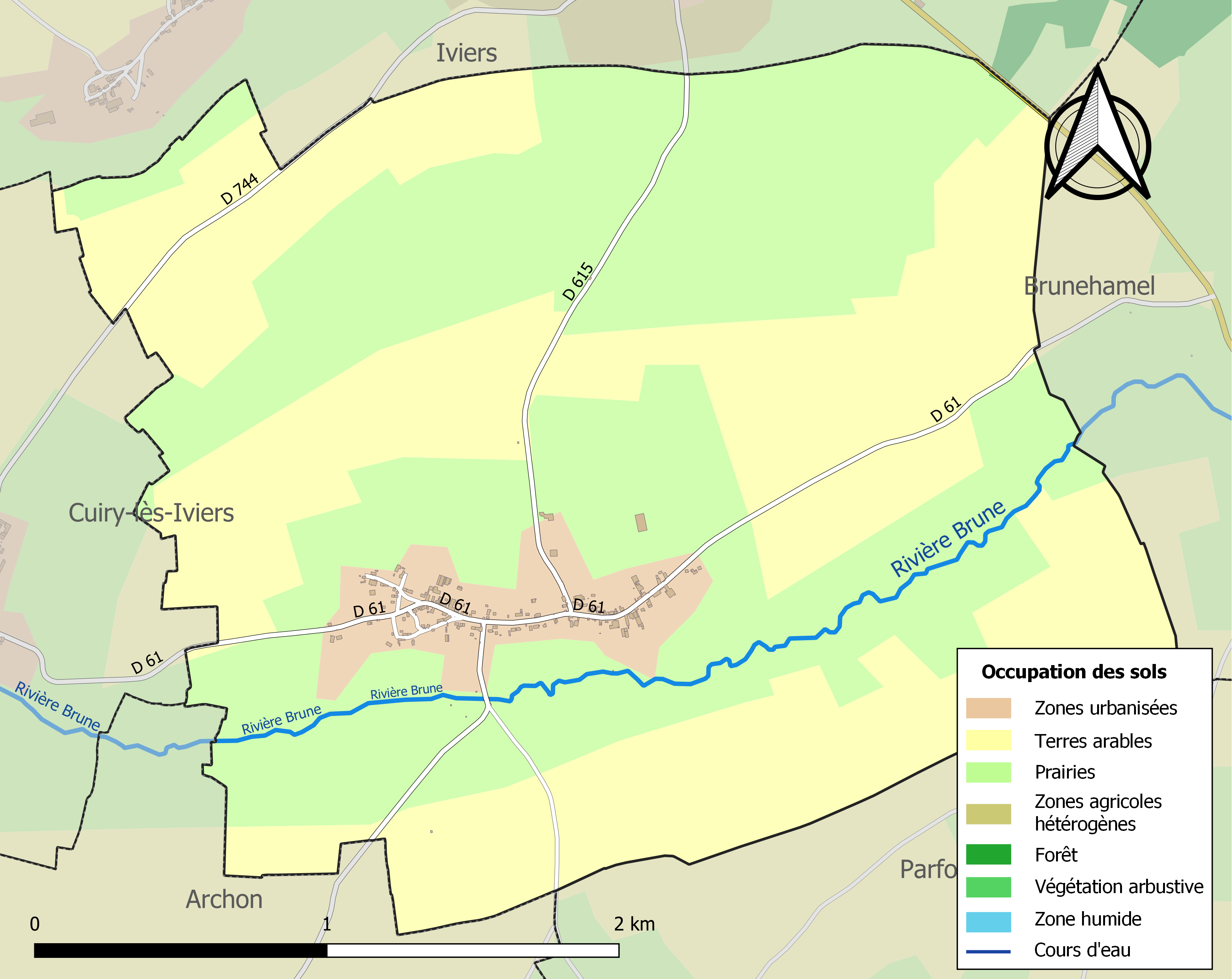
Carte des infrastructures et de l'occupation des sols de la commune en 2018 (CLC).

## Toponymie
Le nom de la localité est attesté sous les formes Dois (1145) ; Doys (XIIe siècle) ; Dhoy (1190) ; Dhohis (1642) ; Dohy (1676) ; Dhois (1729) ; Dohys.
Les formes du XIIe siècle, Dois, Doys, son issus du roman dois, doy, signifiant « canal, ruisseau », le nom s'expliquerait, en langue d'oïl, par duit, « source puissante », puis par doiz (conduit d'eau, canal de moulin), Dohis est situé sur la Brune.

## Histoire
Avant la révolution, le chapitre de Rozoy dîmait pour deux tiers et l'abbaye de Saint-Michel-en-Thiérache, pour l'autre tiers sur la cure de Dohis.
Par arrêté préfectoral du 20 décembre 2016, la commune est détachée le 1er janvier 2017 de l'arrondissement de Laon pour intégrer l'arrondissement de Vervins.

## Politique et administration

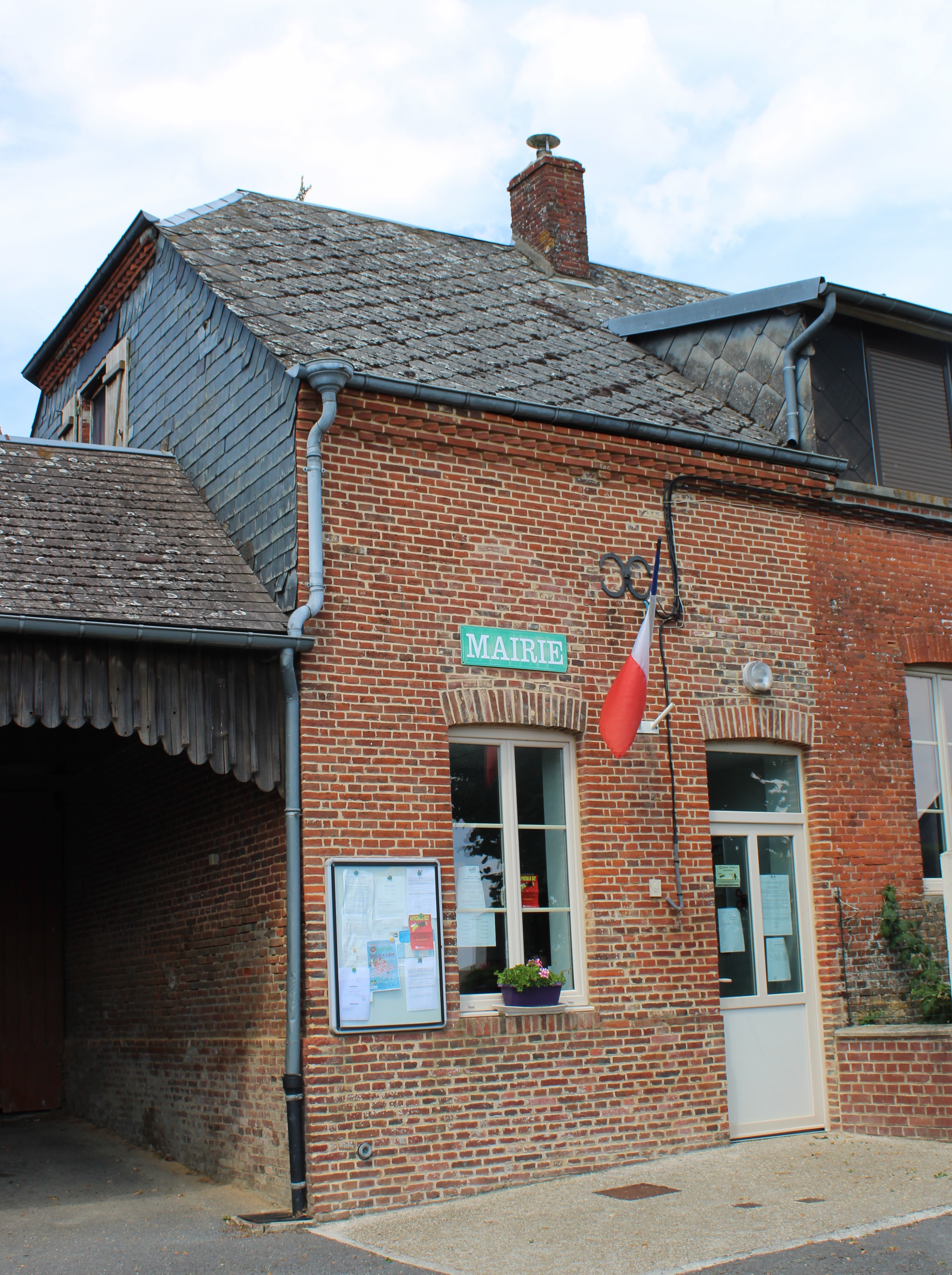
La mairie.

### Découpage territorial
La commune de Dohis est membre de la communauté de communes des Portes de la Thiérache, un établissement public de coopération intercommunale (EPCI) à fiscalité propre créé le 22 décembre 1997 dont le siège est à Rozoy-sur-Serre. Ce dernier est par ailleurs membre d'autres groupements intercommunaux.
Sur le plan administratif, elle est rattachée à l'arrondissement de Vervins, au département de l'Aisne et à la région Hauts-de-France. Sur le plan électoral, elle dépend du  canton de Vervins pour l'élection des conseillers départementaux, depuis le redécoupage cantonal de 2014 entré en vigueur en 2015, et de la première circonscription de l'Aisne  pour les élections législatives, depuis le dernier découpage électoral de 2010.

### Administration municipale
Le nombre d'habitants de la commune étant inférieur à 100, le nombre de membres du conseil municipal est de 7.

#### Liste des maires
| Période                                  | Période                       | Identité     | Étiquette | Qualité                                                    |
| ---------------------------------------- | ----------------------------- | ------------ | --------- | ---------------------------------------------------------- |
| Les données manquantes sont à compléter. |                               |              |           |                                                            |
| mars 2001                                | En cours (au 12 juillet 2020) | Alain Latour | DVD       | Retraité Fonction publique Réélu pour le mandat 2020-2026, |

## Démographie
L'évolution du nombre d'habitants est connue à travers les recensements de la population effectués dans la commune depuis 1793. Pour les communes de moins de 10 000 habitants, une enquête de recensement portant sur toute la population est réalisée tous les cinq ans, les populations de référence des années intermédiaires étant quant à elles estimées par interpolation ou extrapolation. Pour la commune, le premier recensement exhaustif entrant dans le cadre du nouveau dispositif a été réalisé en 2006.

En 2022, la commune comptait 82 habitants, en évolution de −15,46 % par rapport à 2016 (Aisne : −1,97 %, France hors Mayotte : +2,11 %).
| 1793 | 1800 | 1806 | 1821 | 1831 | 1836 | 1841 | 1846 | 1851 |
| ---- | ---- | ---- | ---- | ---- | ---- | ---- | ---- | ---- |
| 542  | 568  | 540  | 581  | 629  | 598  | 586  | 599  | 575  |

| 1856 | 1861 | 1866 | 1872 | 1876 | 1881 | 1886 | 1891 | 1896 |
| ---- | ---- | ---- | ---- | ---- | ---- | ---- | ---- | ---- |
| 527  | 526  | 547  | 477  | 439  | 404  | 362  | 346  | 330  |

| 1901 | 1906 | 1911 | 1921 | 1926 | 1931 | 1936 | 1946 | 1954 |
| ---- | ---- | ---- | ---- | ---- | ---- | ---- | ---- | ---- |
| 307  | 276  | 261  | 245  | 238  | 233  | 210  | 193  | 197  |

| 1962 | 1968 | 1975 | 1982 | 1990 | 1999 | 2006 | 2011 | 2016 |
| ---- | ---- | ---- | ---- | ---- | ---- | ---- | ---- | ---- |
| 205  | 176  | 141  | 134  | 126  | 111  | 84   | 99   | 97   |

| 2021 | 2022 | - | - | - | - | - | - | - |
| ---- | ---- | - | - | - | - | - | - | - |
| 88   | 82   | - | - | - | - | - | - | - |

## Lieux et monuments
- L'Église de la Nativité-de-la-Sainte-Vierge de Dohis, église fortifiée.
- Lavoir.
- Monument aux morts.

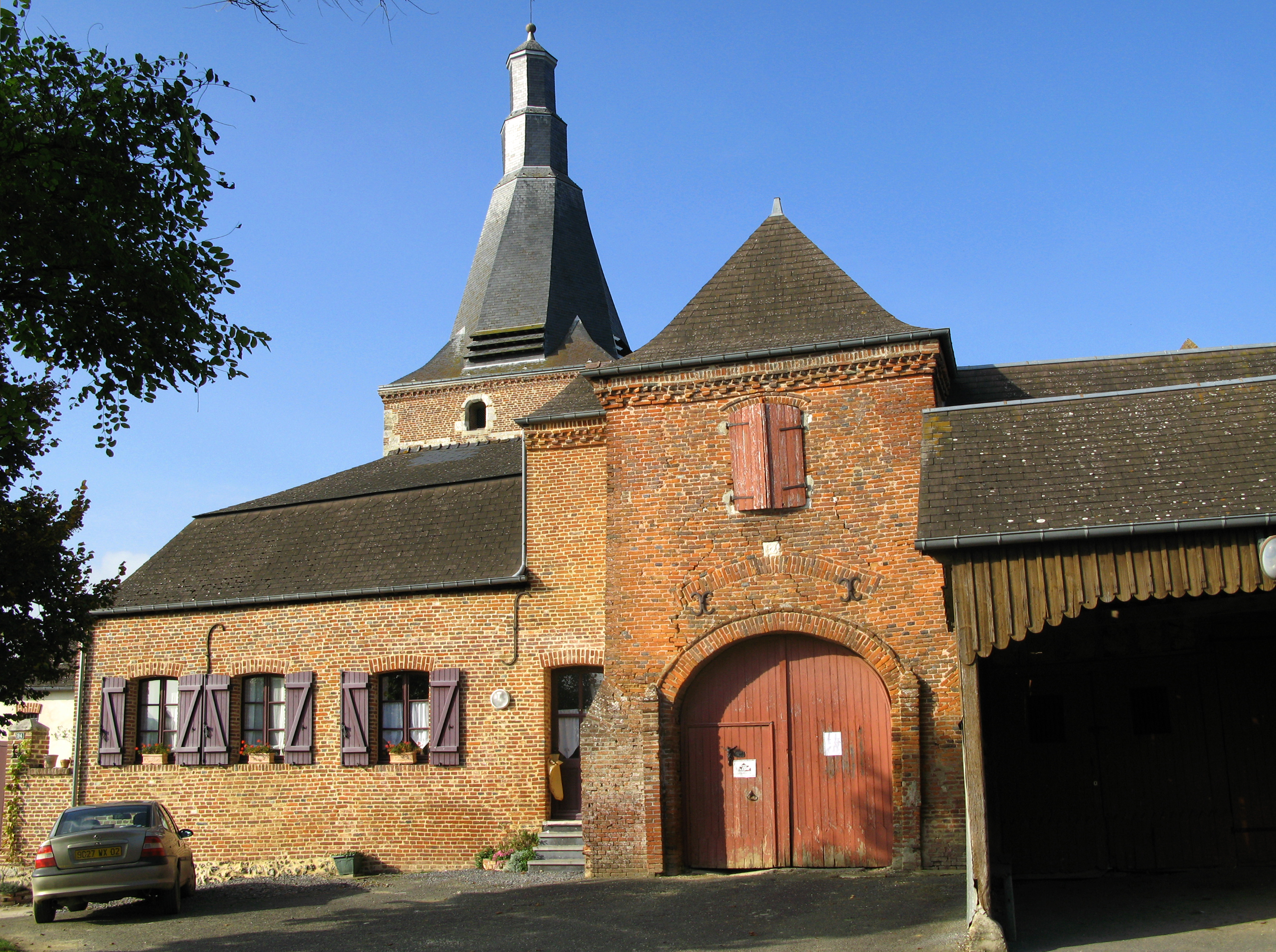
Église de la Nativité-de-la-Sainte-Vierge.
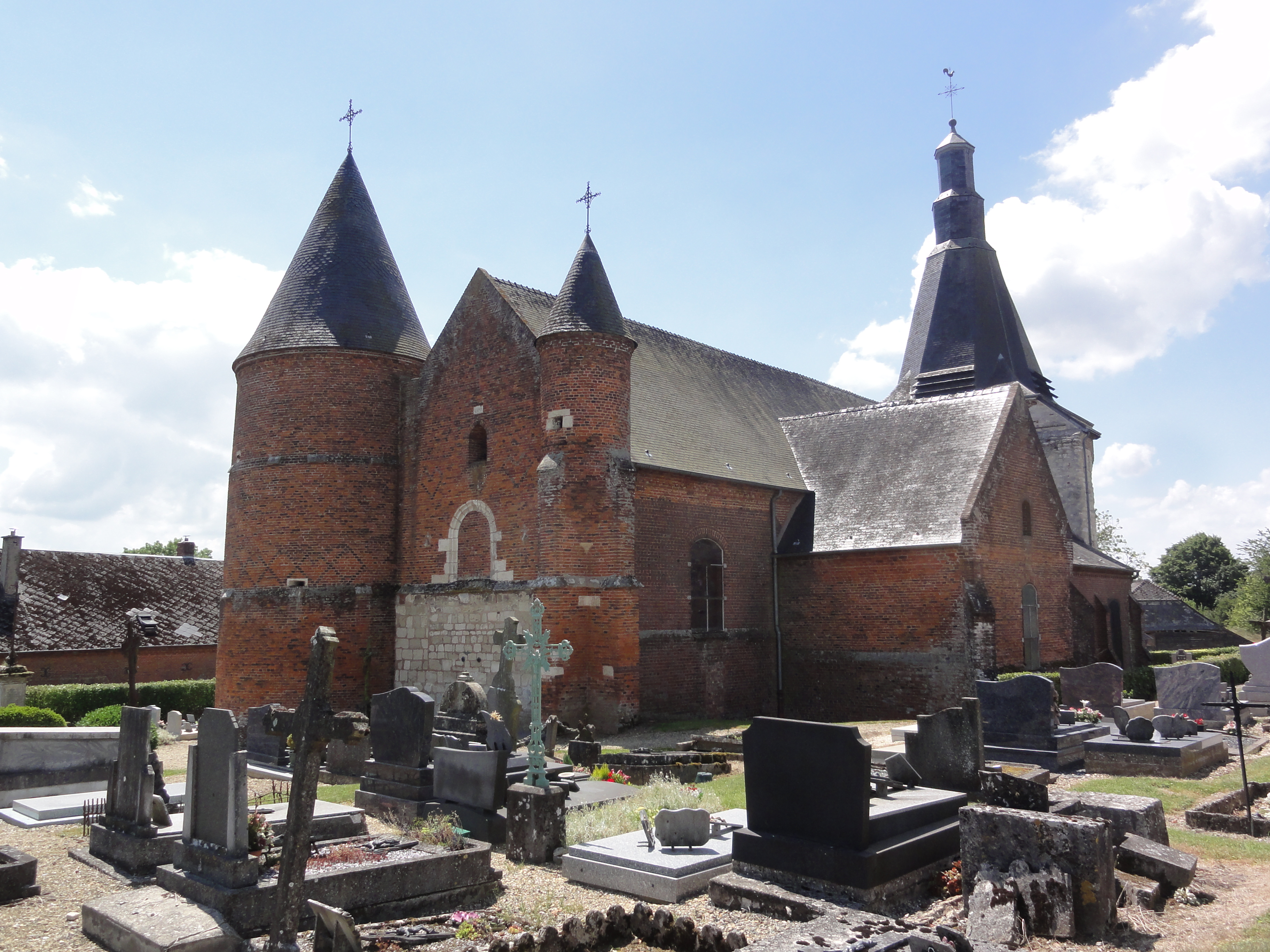
L'église avec ses deux tours de défense.
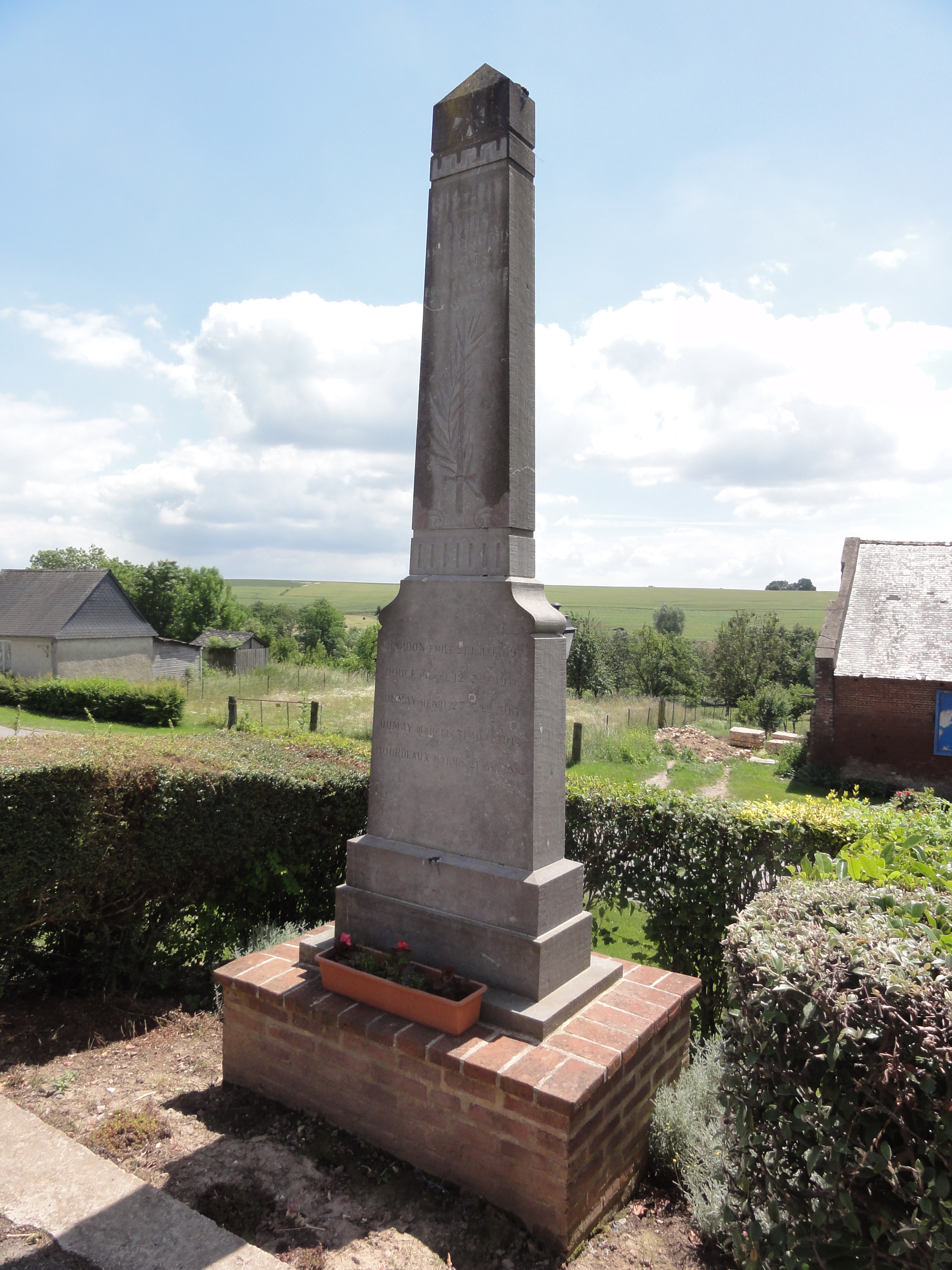
Le monument aux morts.
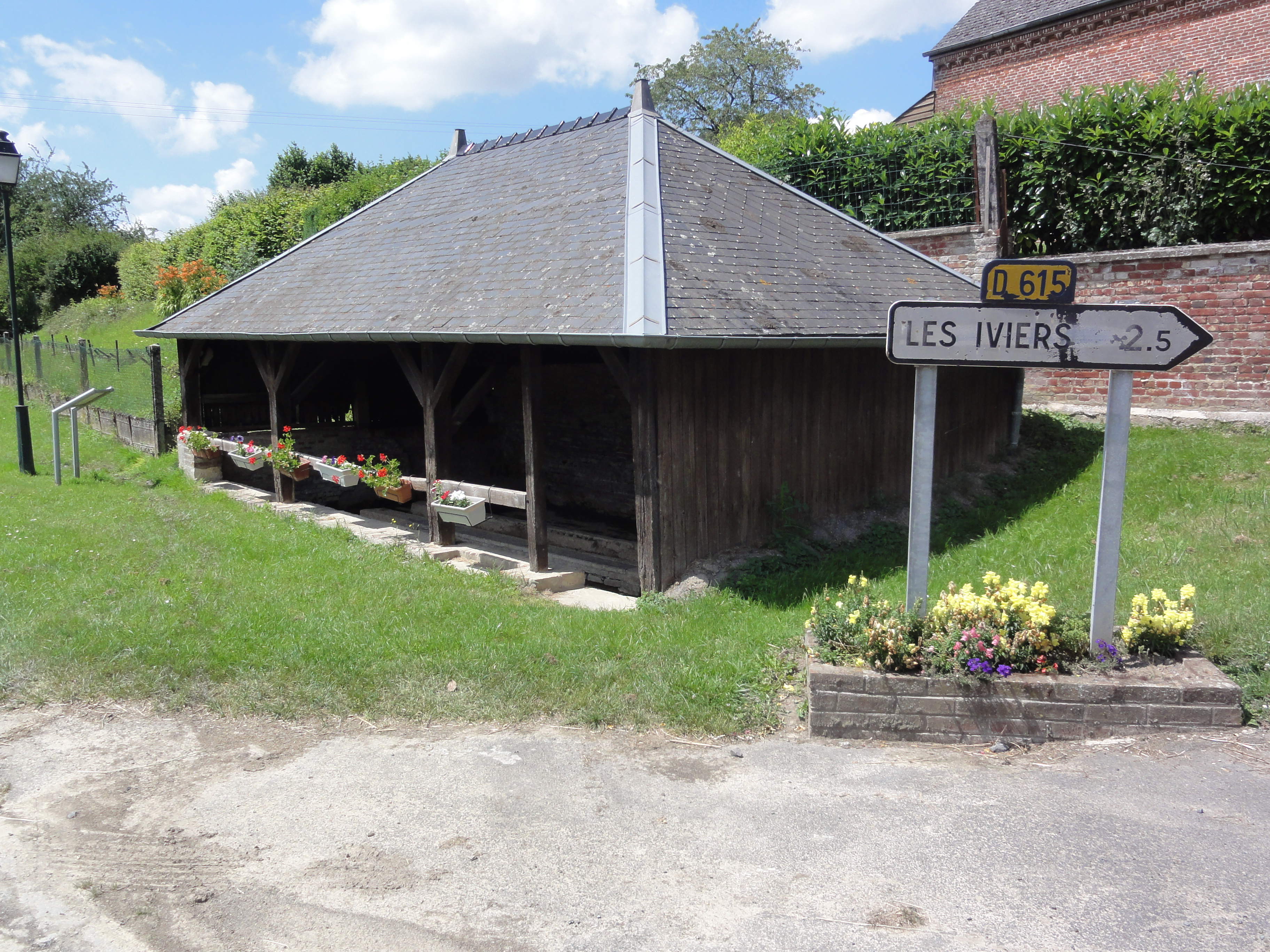
Le lavoir.

## Pour approfondir